# Винандс, Рейнхольд
Райнхольд Винандс (нем. Reinhold Wynands; род. 1957, Ахен) — немецкий игрок в скат, чемпион мира по скату 1988 года.

## Биография
Сотрудник службы общественного порядка города Аахена играет в скат с юности и изначально начал играть за «Skatclub Herz-As» из Кольшайда. В 1977 году, в возрасте 20 лет, Винандс стал чемпионом Германии среди молодежи по скату в Хайденхайме-ан-дер-Бренц с 5015 очками после того, как годом ранее занял третье место. На чемпионате Германии в Потсдаме в 2002 году он, наконец, занял первое место в мужском личном зачете с 8 234 очками.
На 6-м На чемпионате мира по скату, который проходил в 1988 году в Грехене, Швейцария, Винандс стал чемпионом мира как в личном зачете, так и в командном в составе «Herz Dame Aachen». В 2000 году он снова добился хороших результатов на чемпионате мира по скату в Магалуфе на Майорке заняв второе место в личном зачете уступив победителю Вольфгану Скусе и второе место в командном зачёте составе «Herz Dame Aachen». Винандс также стал вице-чемпионом мира в составе сборной Германии на чемпионате мира 2002 года в Грёмице.
В 2015 году победил на благотворительном турнире в Концене посвящённому памяти чемпиону мира по скату 1994 года Марты Прикарц.
В 2022 году, на чемпионате мира в Эдмонтоне, Винандс занял второе место в смешанном формате, выступая в паре с Ульрике Рамирер в составе команды «Dr. Spielchen». Также Винандс занял второе место в формате тандем, выступая вместе со своим учеником Томасом Лангом в составе команды «T. Lang + his Teacher».